# Tonalá
För andra betydelser, se Tonalá (olika betydelser).
Tonalá är en stad i västra Mexiko och är belägen i delstaten Jalisco. Staden ingår i Guadalajaras storstadsområde och har 394 878 invånare (2007), med totalt 431 315 invånare (2007) i hela kommunen på en yta av 165 km². 